# Джин Мако
Джин Мако (англ. Gene Mako; 24 січня 1916 — 14 червня 2013) — колишній американський тенісист.
Найвищу одиночну позицію світового рейтингу — 8 місце досяг 1938 року (за даними А. Волліса Маєрса).
Перемагав на турнірах Великого шолома в парному та змішаному парному розрядах.
Завершив кар'єру 1954 року.

## Фінали турнірів Великого шолома

### Одиночний розряд (1 поразка)
| Результат | Рік  | Турнір                     | Покриття | Суперник | Рахунок            |
| --------- | ---- | -------------------------- | -------- | -------- | ------------------ |
| Поразка   | 1938 | Національний чемпіонат США | Трава    | Дон Бадж | 3–6, 8–6, 2–6, 1–6 |

### Парний розряд (4–3)
| Результат | Рік  | Турнір                     | Покриття | Партнер  | Суперники                         | Рахунок                 |
| --------- | ---- | -------------------------- | -------- | -------- | --------------------------------- | ----------------------- |
| Поразка   | 1935 | Національний чемпіонат США | Трава    | Дон Бадж | Вілмер Еллісон Джон Ван Рин       | 2–6, 3–6, 6–2, 6–3, 1–6 |
| Перемога  | 1936 | Національний чемпіонат США | Трава    | Дон Бадж | Вілмер Еллісон Джон Ван Рин       | 6–4, 6–2, 6–4           |
| Перемога  | 1937 | Вімблдонський турнір       | Трава    | Дон Бадж | Пет Г'юз (тенісист) Реймонд Такі  | 6–0, 6–4, 6–8, 6–1      |
| Поразка   | 1937 | Національний чемпіонат США | Трава    | Дон Бадж | Геннер Генкель Готтфрід фон Крамм | 4–6, 5–7, 4–6           |
| Поразка   | 1938 | Чемпіонат Франції          | Ґрунт    | Дон Бадж | Бернар Дестремо Ївон Петра        | 6–3 3–6 7–9 1–6         |
| Перемога  | 1938 | Вімблдонський турнір       | Трава    | Дон Бадж | Геннер Генкель Ґеорґ фон Метакса  | 6–4, 6–3, 3–6, 8–6      |
| Перемога  | 1938 | Національний чемпіонат США | Трава    | Дон Бадж | Джон Бромвіч Адріан Квіст         | 6–3, 6–2, 6–1           |